# Gérard Mascle
Pour les articles homonymes, voir Mascle.
Gérard Mascle est une personnalité du monde des courses hippiques, jockey, driver et entraîneur de trotteurs, né le 7 janvier 1941 dans l'Orne.

## Carrière
Gérard Mascle nait le 7 janvier 1941 dans l'Orne. Son père est maréchal-ferrant à Fromentel. Le jeune Gérard pense dans un premier temps s'orienter vers l'élevage de bovins, les chevaux évoquant davantage pour lui les corvées lorsqu'il doit aider son père dans ses tâches.
En 1955, l'entraineur Jean Colombert, exerçant près de Fromentel et cherchant un apprenti jockey, se tourne vers Gérard Mascle qu'il sait monter les chevaux que ferre son père. L'adolescent accepte et court sa première course d'apprenti à Vire sur le dos de Fardellière. Le jockey reste debout toute la course dans les étriers, suspendu à la bouche de la jument qui remporte cependant la course et que Gérard Mascle ne parvient pas à stopper après l'arrivée.
Il passe en 1958 au service d'André-Louis Dreux auprès duquel il progresse davantage et parvient à se classer deuxième apprenti derrière Jean Roussel. Puis il monte successivement pour Jean Piat, Roger d'Haène et Désiré Allaire pour lequel il remporte sa première course à l'attelé en 1961 au sulky de Narvik D, à nouveau à Vire.
En 1964, Georges Moreau, grand propriétaire, lui demande de monter ses chevaux. Il lui confie ainsi Seddouk pour le Prix du Président de la République 1966, lui permettant ainsi de remporter son premier classique. En 1970, Georges Moreau lui confie la direction de son écurie. Le tandem entre alors dans les années glorieuses de l'écurie, remportant de nombreux classiques.
Gérard Mascle est marié à la fille du coureur cycliste Émile Idée, Martine. Le couple a une fille, Véronique, et un fils également dans l'univers du trot, René,

## Palmarès driver

### Classiques (GroupesI)
- Prix de Normandie 1965, 1969, 1971
- Prix des Centaures 1966, 1973, 1975, 1976
- Prix du Président de la République 1966, 1970, 1976
- Prix des Élites 1966, 1968, 1969
- Critérium des 4 ans 1971
- Prix de Vincennes 1971
- Prix de France 1974, 1975
- Critérium des Jeunes 1974, 1975
- Saint-Léger des trotteurs 1974
- Critérium des 5 ans 1977
- Prix Albert Viel 1980
- Critérium des 3 ans 1983
- Prix d'Europe 1992

### Semi-classiques (GroupesII)
- Prix Legoux-Longpré 1963, 1965, 1969, 1970
- Prix de l'Île-de-France 1964, 1968, 1972
- Prix de Londres 1964, 1965, 1969, 1973
- Prix Ernest Le Comte 1965, 1976
- Prix Camille de Wazières 1965, 1966, 1975, 1976
- Prix Albert Viel 1965
- Prix Louis Forcinal 1965, 1967, 1969, 1971
- Prix Lavater 1965, 1966
- Prix Hémine 1965, 1968
- Prix Hervé Céran-Maillard 1965
- Prix Edmond Gamare 1965, 1974
- Prix Joseph-Lafosse 1965, 1969, 1971, 1973
- Prix Philippe du Rozier 1965, 1966, 1970, 1972, 1977
- Prix Émile Riotteau 1965, 1966, 1976, 1977
- Prix de Tonnac-Villeneuve 1966
- Prix René Palyart 1966, 1970, 1976
- Prix Louis Le Bourg 1966, 1976
- Prix Kalmia 1966, 1974
- Prix Jacques Olry 1966, 1968, 1970
- Prix Camille Blaisot 1967, 1978
- Prix Léon Tacquet 1967, 1972, 1973, 1978
- Prix Ovide Moulinet 1967, 1979
- Prix Jules Lemonnier 1967, 1972
- Prix Pierre Plazen 1968, 1983
- Prix Camille Lepecq 1968
- Prix Reynolds 1968
- Prix Albert de Foucault 1969
- Prix Paul Bastard 1969, 1971, 1972, 1977, 1980
- Prix Capucine 1969, 1974, 1975
- Prix Théophile Lallouet 1969
- Prix de la Société des steeple-chases de France 1969, 1979
- Prix Éphrem Houel 1971
- Prix de la Société d'encouragement 1971, 1975
- Prix Edmond Henry 1971, 1972
- Prix de Pardieu 1972, 1975, 1976
- Prix Félicien Gauvreau 1972
- Prix Xavier de Saint-Palais 1972
- Prix Guy Le Gonidec 1972
- Prix Louis Tillaye 1972, 1974, 1975
- Prix du Pontavice de Heussey 1973
- Prix du Calvados 1973
- Prix de la Société sportive d'encouragement 1973, 1983
- Prix de Basly 1973, 1974
- Prix Octave Douesnel 1973, 1976
- Prix Cavey Ainé 1973
- Prix du Bourbonnais 1973
- Prix de Bourgogne 1974
- Prix d'Essai 1974
- Prix Raoul Ballière 1974, 1975
- Prix Charles Tiercelin 1975
- Prix Guillaume le Conquérant 1975
- Prix des Ducs de Normandie 1975
- Prix Jacques de Vaulogé 1975
- Prix Emmanuel Margouty 1976, 1982
- Prix Jockey 1977
- Prix Édouard Marcillac 1978
- Prix Victor Régis 1979
- Prix du Bois de Vincennes 1982
- Prix Louis Cauchois 1982
- Prix Abel Bassigny 1983
- Prix Gaston Brunet 1984